# Topčider

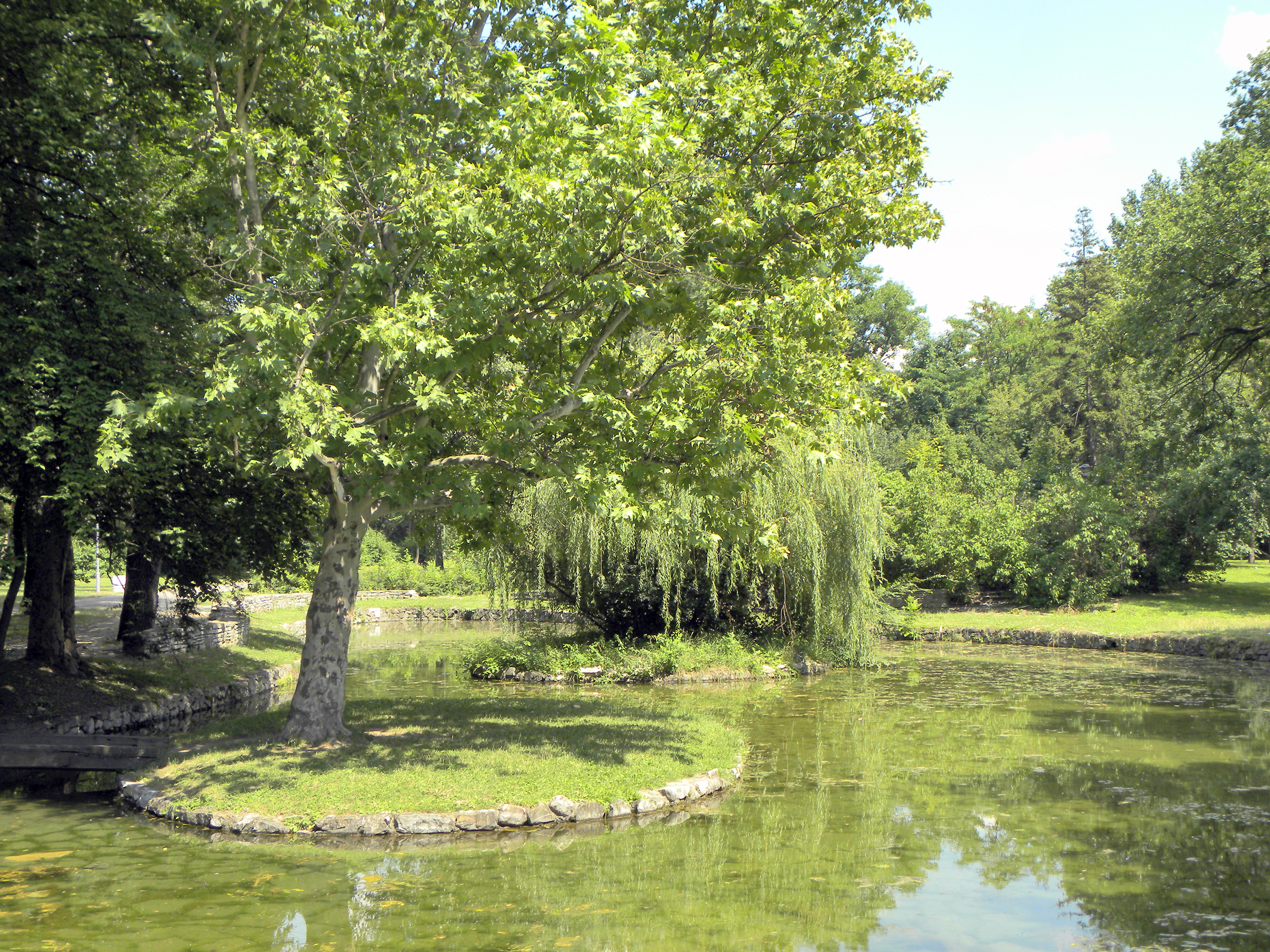
Parque Topčiderski

Topčider (ен cirílico: Топчидер) es un parque y distrito de la ciudad de Belgrado. El parque se extiende sobre un área de 111. 336 m², en el valle del río Topčider, y durante 150 años ha sido uno de los lugares favoritos para ir de excursión de los belgradenses.

## El origen del título
El nombre de Topčider es una palabra turca, tomada del persa, y significa “valle de los cañones“. La palabra data del siglo XV cuando allí se ubicaban los campos de artillería donde los turcos emplazaban sus cañones. También había edificios que pertenecieron al pachá de Belgrado, y los prados se utilizaron para el pasto de caballos.
En las primeras décadas del siglo XVIII, durante la ocupación austríaca de Belgrado, en el valle del río Topčider, había fincas polacas de los dignatarios austríacos, “mayuri“. Ahí se construyó un pabellón de caza para el príncipe Alejandro de Vurtemberg (Aleksandar Virtemberški). Con la dominación otomana renovada, los gobernantes turcos de Belgrado iban a Topčider de fiesta y construyeron casas de veraneo de estancia temporal.

## Historia
Durante el reinado del príncipe Miloš Obrenović Тopčider se convierte en el lugar más importante en las proximidades de Belgrado. La primera decoración comenzó  en 1831 con la construcción de un complejo residencial de príncipe Miloš Obrenović, en medio de la parte más ancha del valle de Topčider. El príncipe reunió a los mejores pintores y constructores que bajo la supervisión del arquitecto Hadji Nikola Živković construyeron una serie de edificios que dan testimonio del abandono gradual de la tradición balcánica y del giro a las tendencias modernas de Europa.

## Formación del parque
Residencia de Miloš

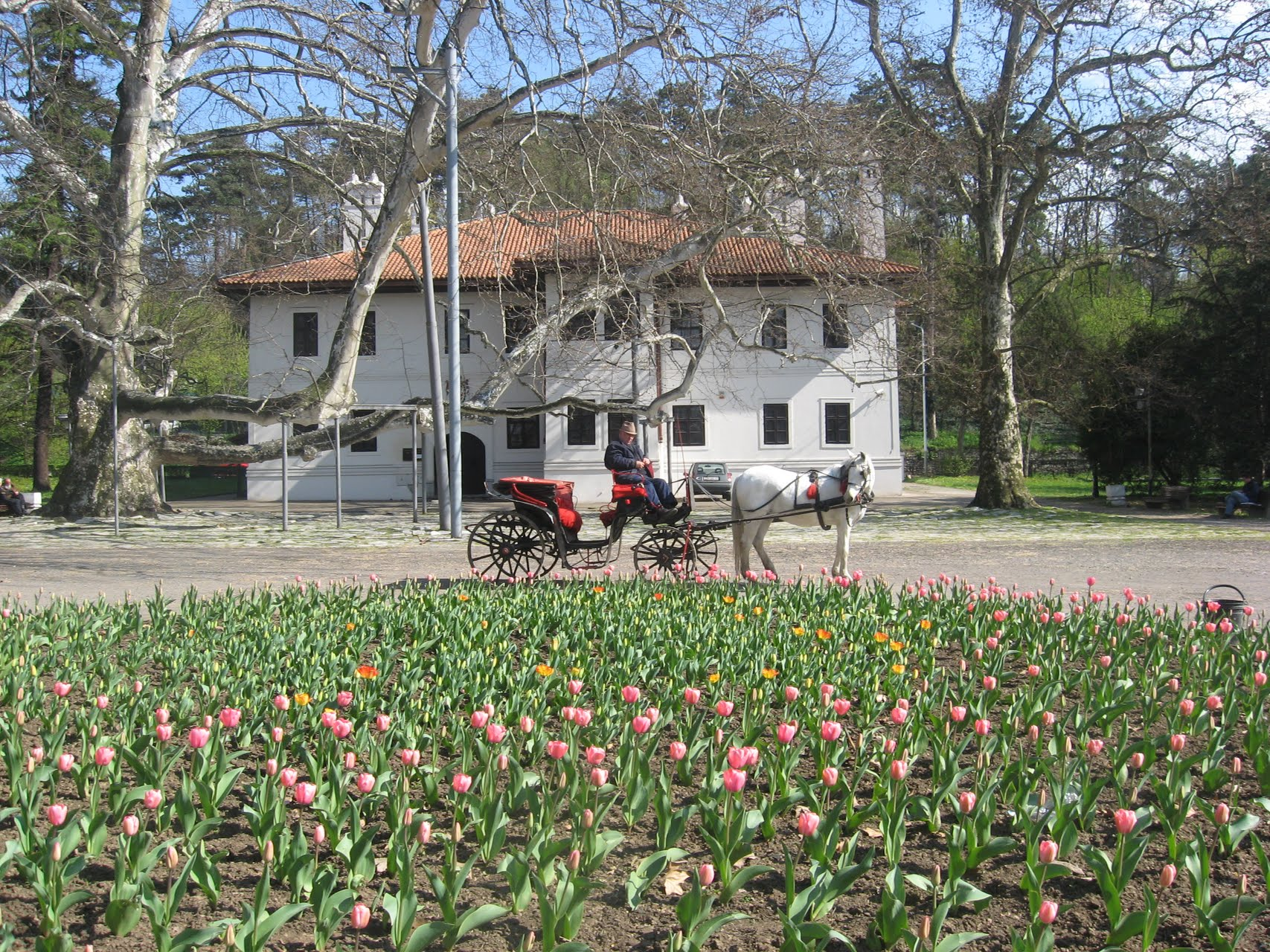
residencia Milošev

Para la formación del parque el responsable fue Atanasije Nikolić, profesor de matemáticas, „начертанијe“ y „земљомеријe“, y el primer rector del Liceo en Kragujevac. En el estilo inglés moderno en ese entonces, formó aquí el primer parque en Belgrado con caminos sinuosos, exuberante vegetación y el uso de agua en arroyos y estanques. Con el tiempo, el parque se complementó con esculturas y fuentes.

## Monumentos culturales[7]
En la zona del complejo residencial de Obrenović, como la parte construida más antigua de Topcider hay 6 monumentos de la cultura: la residencia del príncipe Miloš(monumento cultural de gran importancia), la iglesia de Topčider, la residencia de la iglesia en Topčider, la escultura Žetelica , el Obelisco y el monumento a Archibald Reiss.

## Residencia del príncipe Miloš
La residencia del príncipe Miloš fue construida en el período 1831-1834. como su residencia oficial, de acuerdo con el proyecto de Janja Mihailović y Nikola Djordjević . Supervisor de trabajos fue el arquitecto principal del príncipe Hadji Nikola Zivković. La residencia fue diseñada en el espíritu de la arquitectura de los Balcanes , pero revela las influencias de Europa Central.

## Iglesia de Topčider de los santos apóstoles Pedro y Pablo

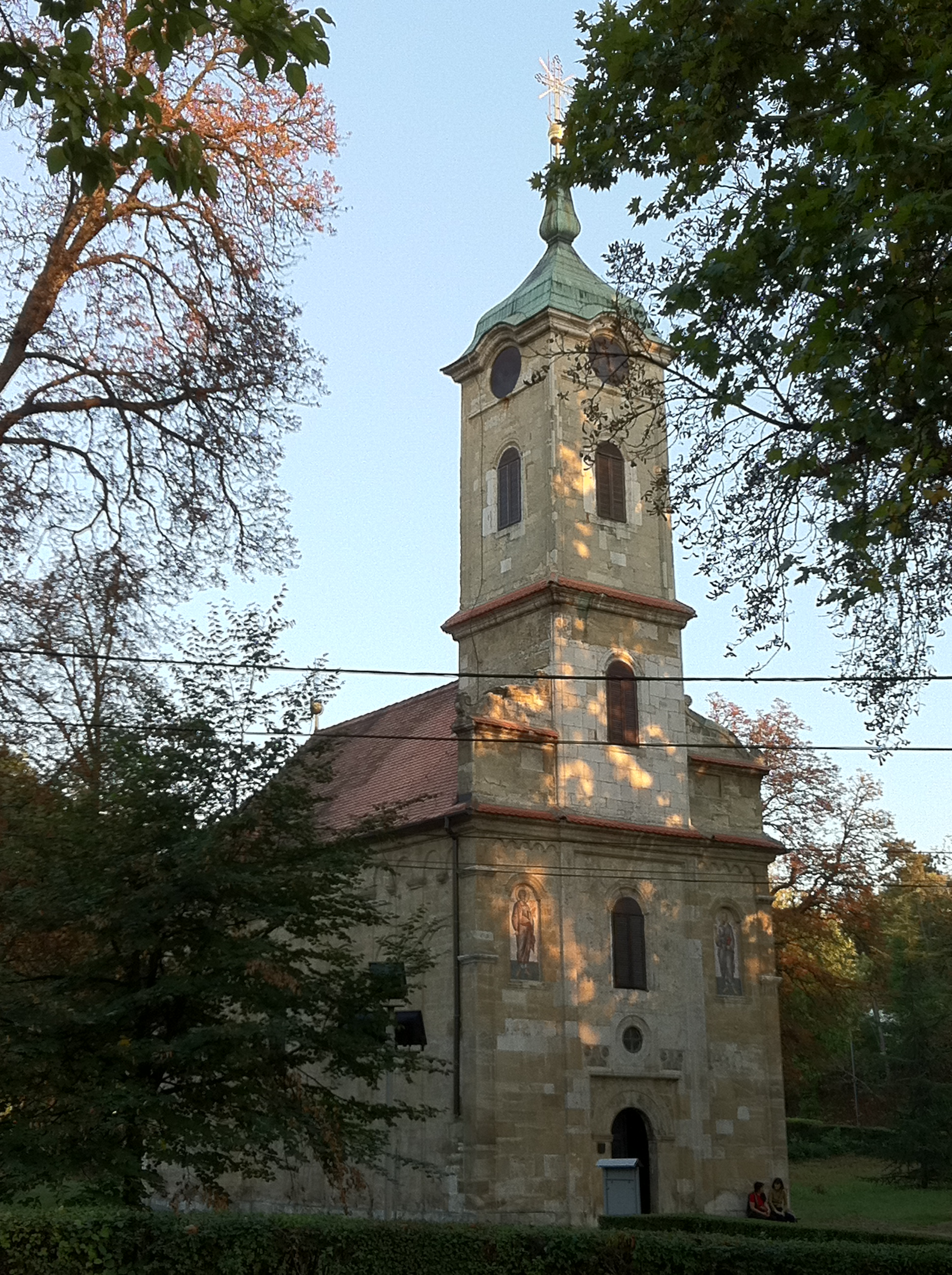
Iglesia Topciderska de los Santos Apóstoles Pedro y Pablo

La iglesia de Topčider de los santos apóstoles Pedro y Pablo fue construida simultáneamente con la residencia, 1832-1834, según el proyecto de los mismos autores, de Janja Mihailović y Nikola Djordjević. La arquitectura de la iglesia revela un gran cambio de las formas arquitectónicas tradicionales a los estándares europeos de arquitectura.

## Residencia de la iglesia en Topčider
La residencia de la iglesia en Topčider fue construida en el período 1830-1832, en el espíritu tradicional, como una forma modificada de la casa de Šumadija más grande „bondručara“ con un sótano y planta baja. Fue la sede de Milentija Pavlović (1831-1833) y Petar Jovanovic (1833-1859), los primeros metropolitanas del principado de Serbia.

## Escultura Žetelica
Escultura Žetelica es el único ejemplo de escultura decorativa del parque del siglo XIX en Belgrado. Es la obra del escultor Fidelis Kimel  y data del 1852. Mujer con el trigo es un símbolo de la fertilidad, la abundancia y el nacimiento de una nueva era. La escultura fue fundida en Viena, desde donde fue importada.

## Obelisco en el parque de Topčider

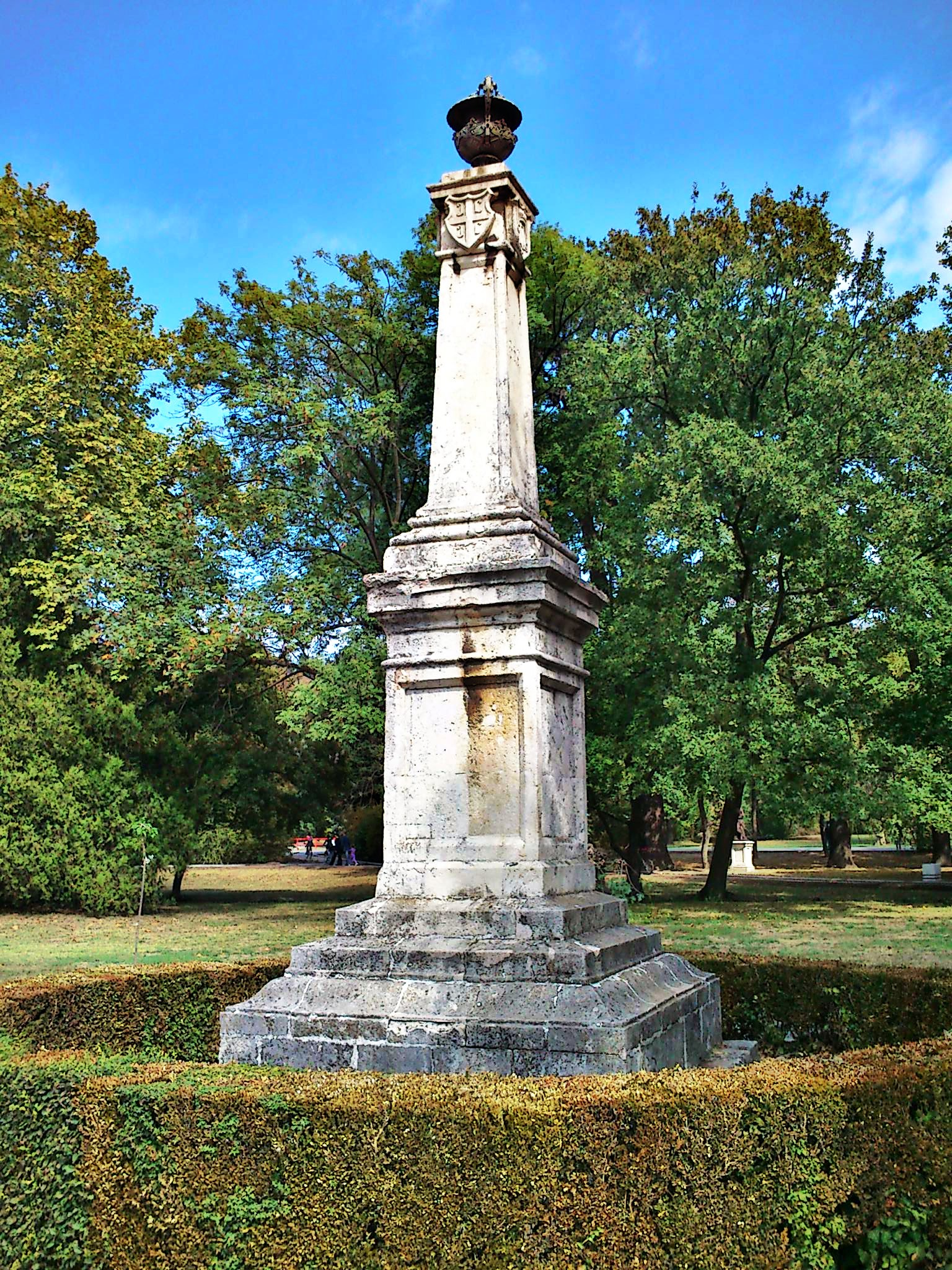
Obelisco en el Parque Topčider

El obelisco fue erigido en honor del regreso del príncipe Milos en Serbia en 1859, cuando se restableció el poder de los Obrenović. Es la obra del cantero Franco Loran y es uno de los primeros monumentos públicos en Belgrado.

## Monumento a Archibald Reiss
El monumento a Archibald Reiss lo hizo Marko Brežanin en 1931 en agradecimiento al experto forense suizo y publicista que destacó en la investigación de los crímenes contra la población serbia en la Primera Guerra Mundial.

## Коšutnjak
El lugar especial en Topčider tiene el bosque-parque Košutnjak, que en el tiempo de príncipe Miloš fue el lugar de caza de la nobleza y de la cría de ciervos y venados. Košutnjak estuvo rodeado por una valla de madera hasta 1908 cuando el Košutnjak alcanzó la condición de bien nacional y la valla fuer retirada.
La matanza libre de los animales salvajes causó la extinción de la fauna de Košutnjak al cabo de unos pocos años. Las vías principales de las carreteras fueron construidas ya a mediados del siglo XIX, mientras que las serpentinas fueron trazadas en 1911-1912. En Košutnjaku en 1868 fue asesinado el príncipe Mihailo, y en ese lugar se estableció un área cercada como tumba.

## Topčider desde finales delsigloXIXhasta la actualidad
En los años setenta del siglo XIX en Košutnjak se creó el cementerio de Topčider. A finales del siglo XIX el desarrollo del transporte y la industria tuvo sus efectos en el valle del Topčider. El ancho de vía estándar ferroviario Belgrado - Niš pasó a través del valle en 1884. Con la construcción de la central eléctrica en 1892 Belgrado obtuvo la electrificación de las instalaciones industriales, así como la introducción del tranvía eléctrico. En 1894 se inició la línea de tranvía desde Terazije a Topčider que servía exclusivamente a la función recreativa de Topčider. Los molinos de mano, molinos y fábricas en el río de Topčider ya no podían statisfacer las necesidades de harina de la población, y en 1850 en la carretera de Topčider se construyó un molino de vapor. En la desembocadura del río de Topčider, en 1898, fue construida la fábrica de azúcar.
El desarrollo de tiro con arco y deportes ecuestres en Belgrado está ligado con el espacio de Topčider. Después de abrir el campo de tiro la pista de carreras fue trasladada del área de la Facultad de Ingeniería al terreno cerca de Careva ćuprija en 1911, donde hoy está el Hipódrom. Después de la Primera Guerra Mundial, en la pendiente de Reiss se construyó la casa de [Dr. Archibald Reiss]] según el proyecto del constructor Lázara Lacković.  Es una casa sencilla construida siguiendo el modelo de la casa de campo, mientras que el interior fue decorado en el espíritu de las idea de Reiss sobre el pueblo serbio. El edificio fue declarado monumento cultural.
En el área de Topčider también fue construido el complejo del palacio de Karađorđević. Primero se construyó el edificio del Antiguo palacio en los años veinte del siglo XX de acuerdo con el proyecto del arquitecto Živojin Nikolić y sus asociados Victor Łukomski, Nikola Krasnov y Sergey Smirnov . A mediados de los años treinta, el complejo de edificios se completó con el Palacio Real, del arquitecto Aleksandar Djordjević.
El complejo del palacio en Dedinje fue declarado monumento cultural. De acuerdo con el proyecto de los arquitectos rusos Vinogradov y Lukomski fue construida la Casa de guardia (Dom garde) en 1925, mientras el Pabellón de Verano (Letnji paviljon)  del 1932 es obra del arquitecto Dragiša Brašovan.
En la zona en la que en el tiempo del príncipe Miloš fueron ubicados los cuarteles, de acuerdo con el proyecto del arquitecto Joseph Najman 1928-1930 fue construida la Casa de la Moneda (Kovnica novca), uno de los primeros edificios industriales concebidos de manera modernista. El edificio fue declarado un monumento cultural.
En vísperas de la Segunda Guerra Mundial en las elevaciones más altas de Košutnjak fueron construidos los campos de golf. En los años posteriores a la Segunda Guerra Mundial en la cresta de Kosutnjak fueron construidos el Ferrocarril pionero (Pionirska železnica) y la Ciudad pionera (Pionirski grad), mientras que en la extensión del parque de Topčider, diseñado por el arquitecto Rajko Tatić, se construyó el [Escenario de verano (Letnja pozornica)]].  Después fueron construidos el campo "Košutnjak", las pistas de esquí y el centro deportivo-recreativo "Košutnjak".

## Bien cultural
Complejo cultural e histórico "Topčider"  en 1987 fue declarado el patrimonio cultural de gran importancia para la República de Serbia (Decisión, "Boletín Oficial del SRS" No. 47 / 87) debido a sus valores naturales, estéticos, culturales e históricos especiales.

## Galería

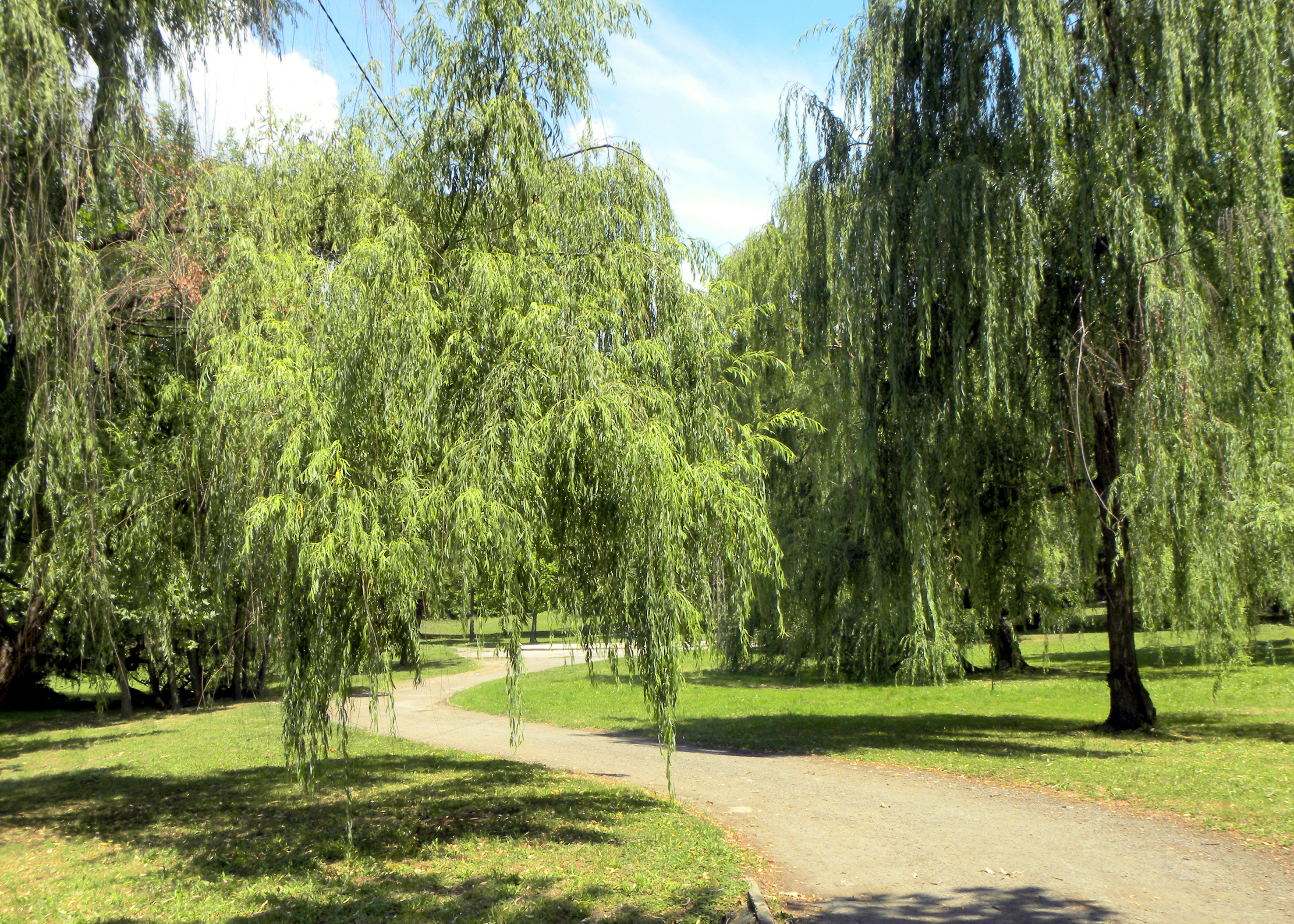
Naturaleza
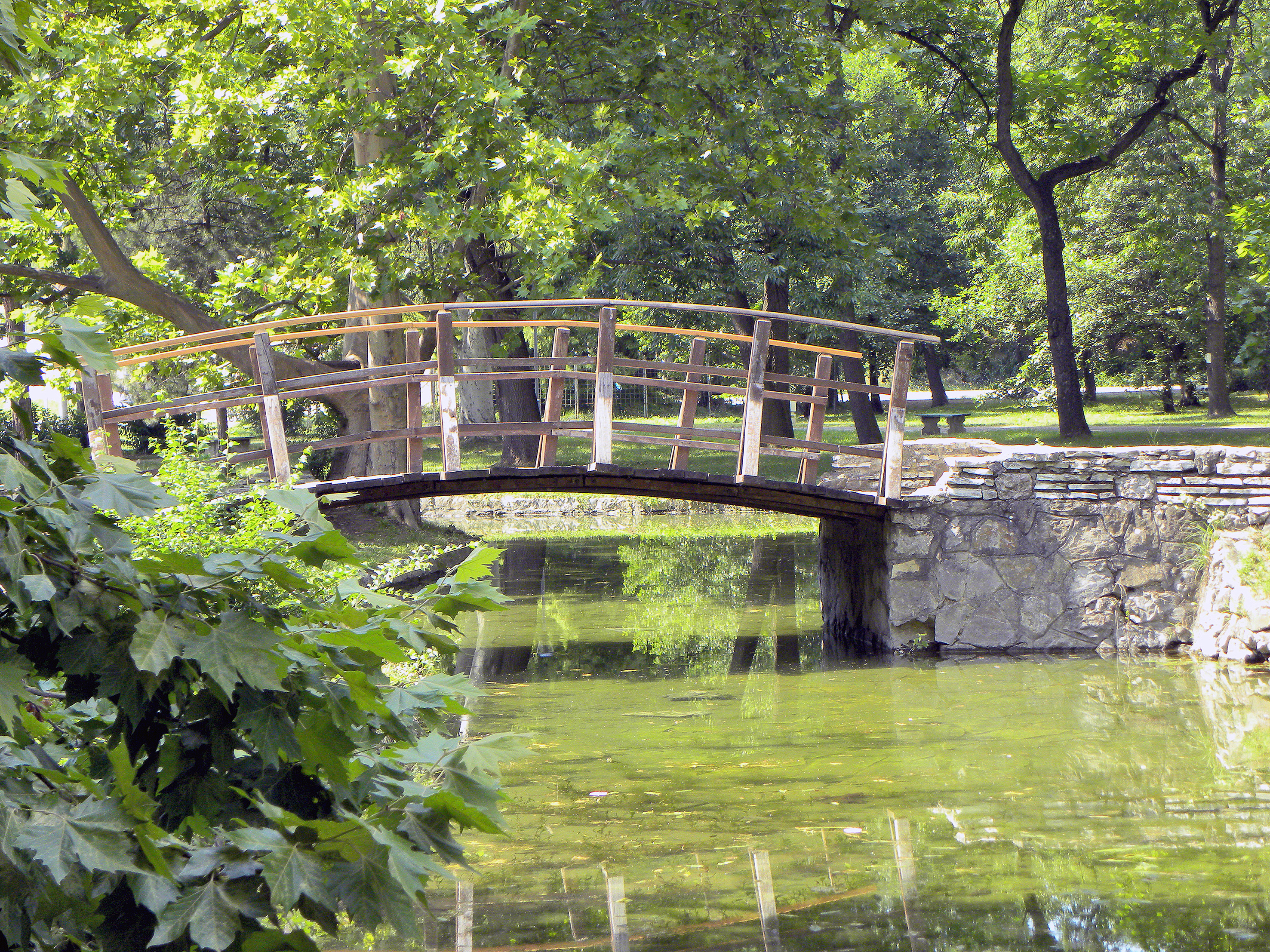
Naturaleza
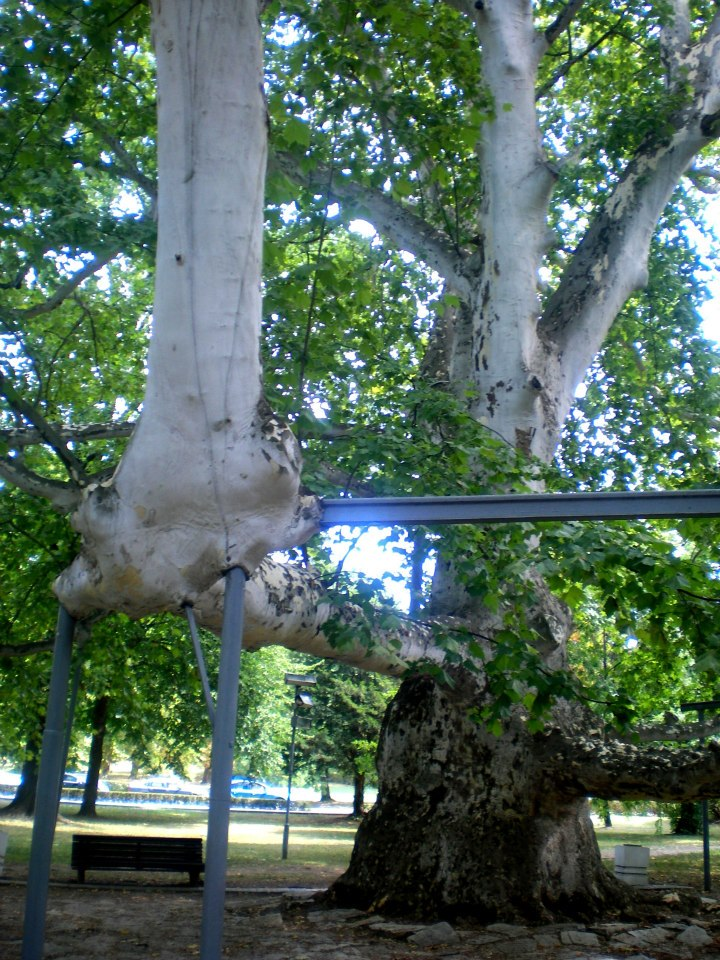
Árboles de sombra en el parque
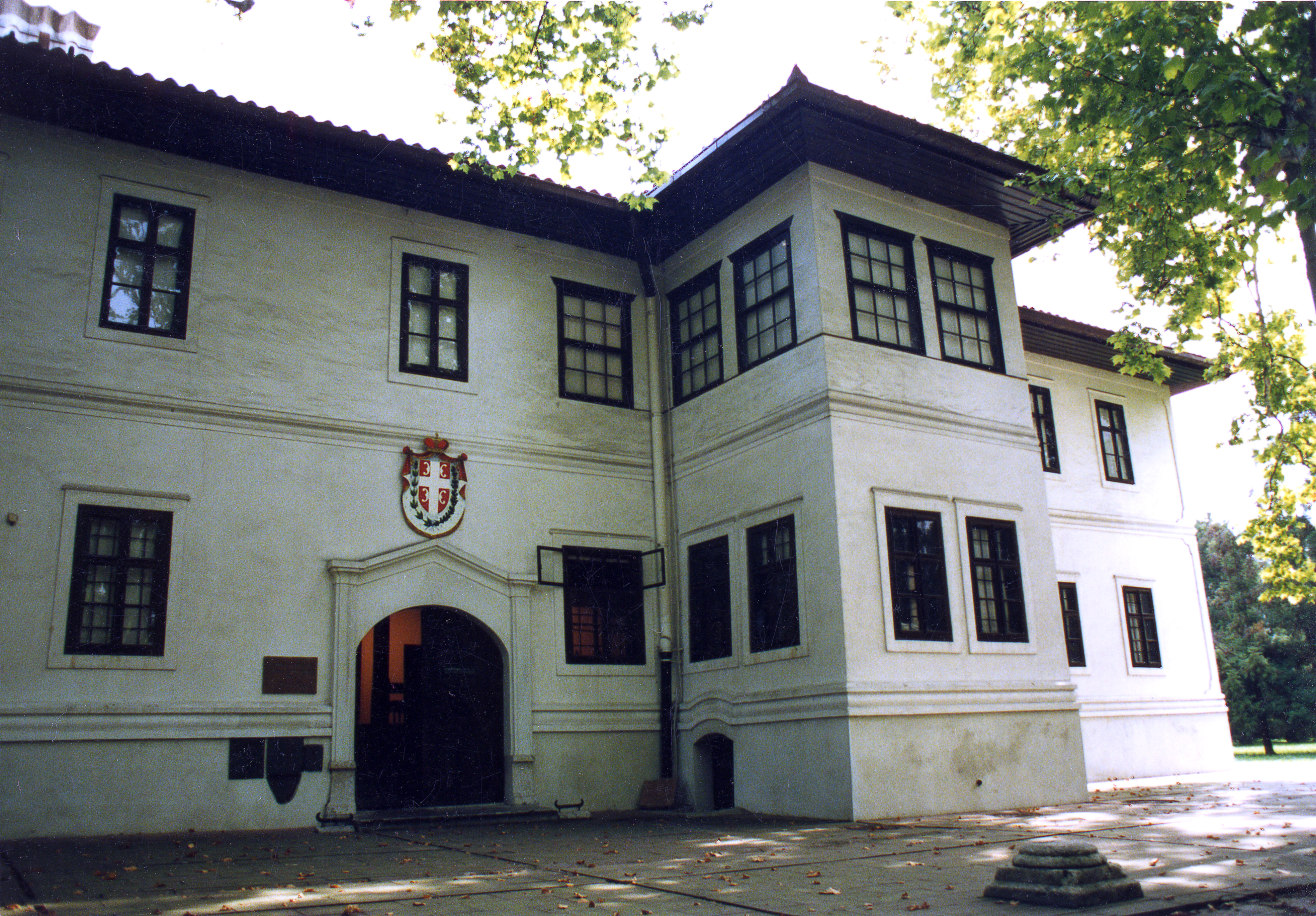
Residencia del Príncipe Milos
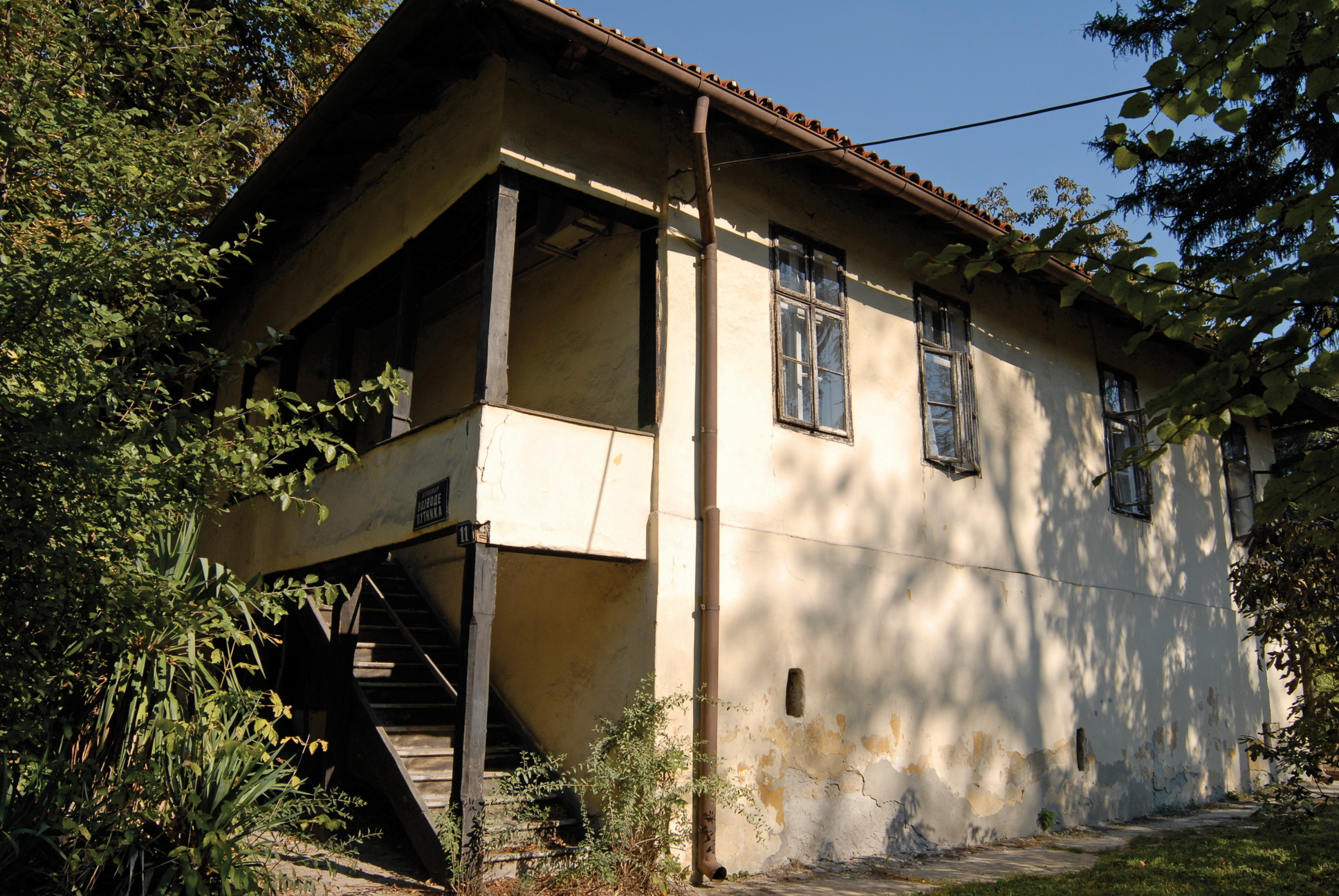
Residencia de la iglesia
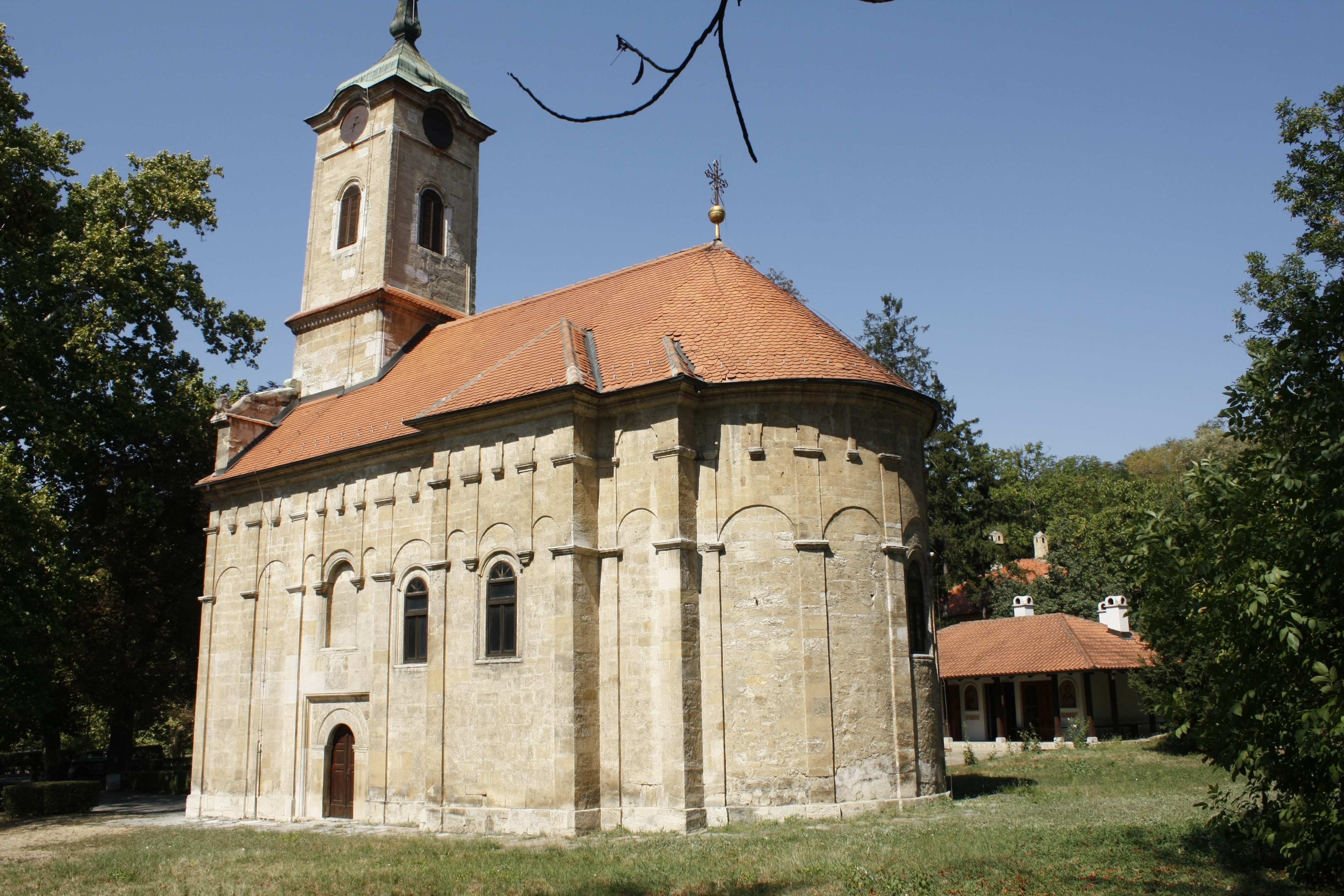
Iglesia de San Pedro y San Pablo. Topčider, Belgrado
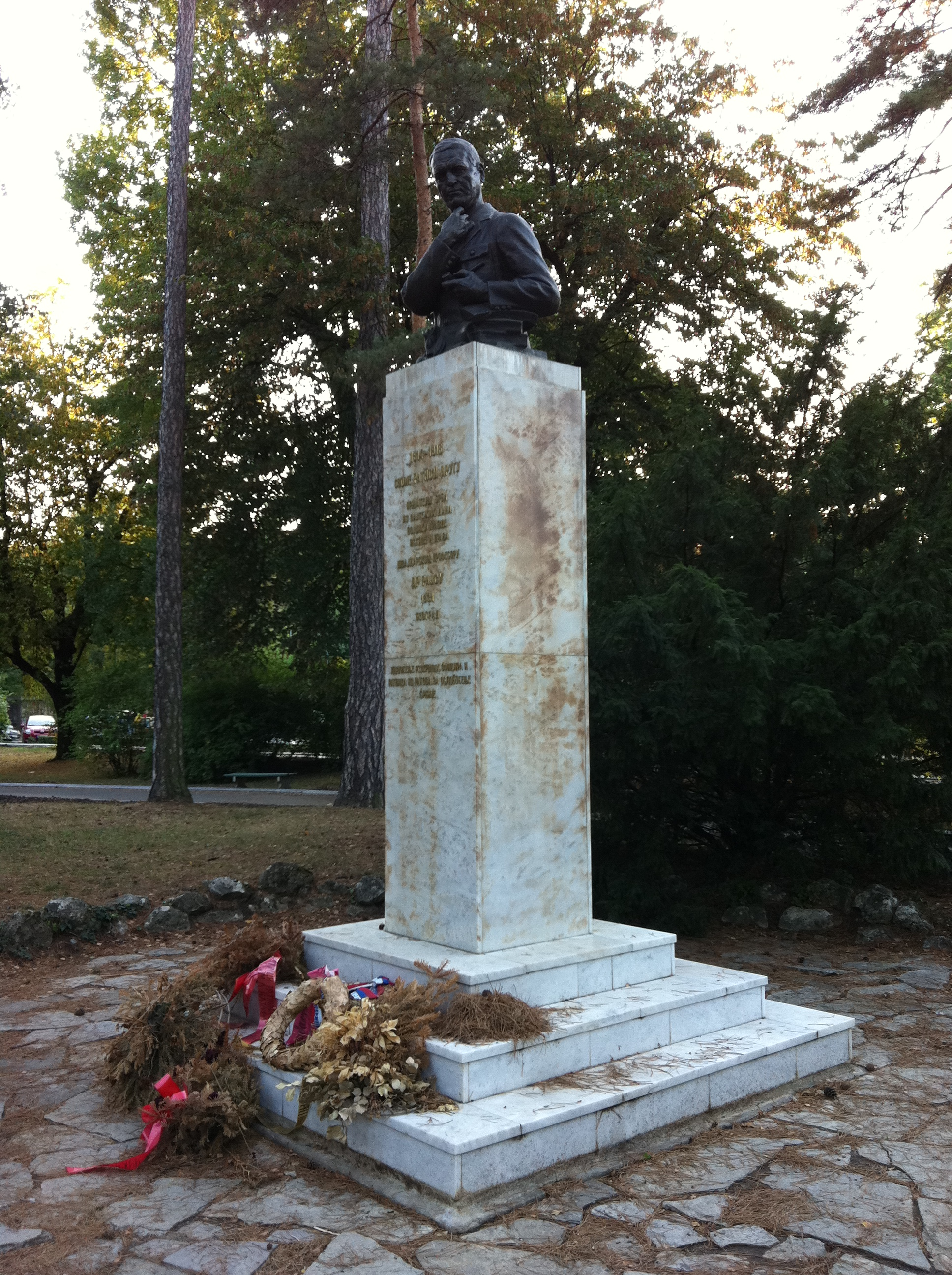
Monumento a Archibald Reiss
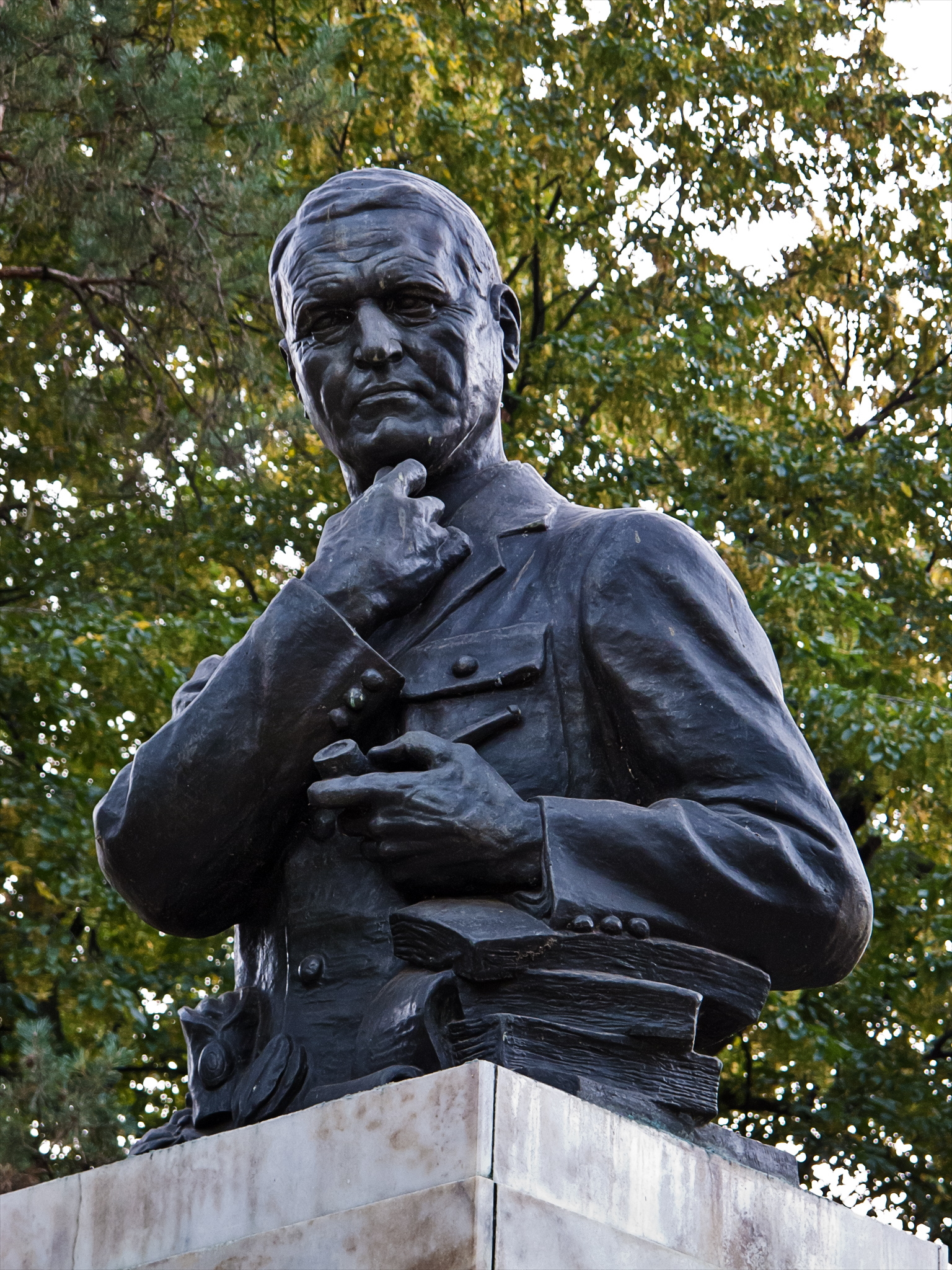
Monumento a Archibald Reiss, solamente el busto
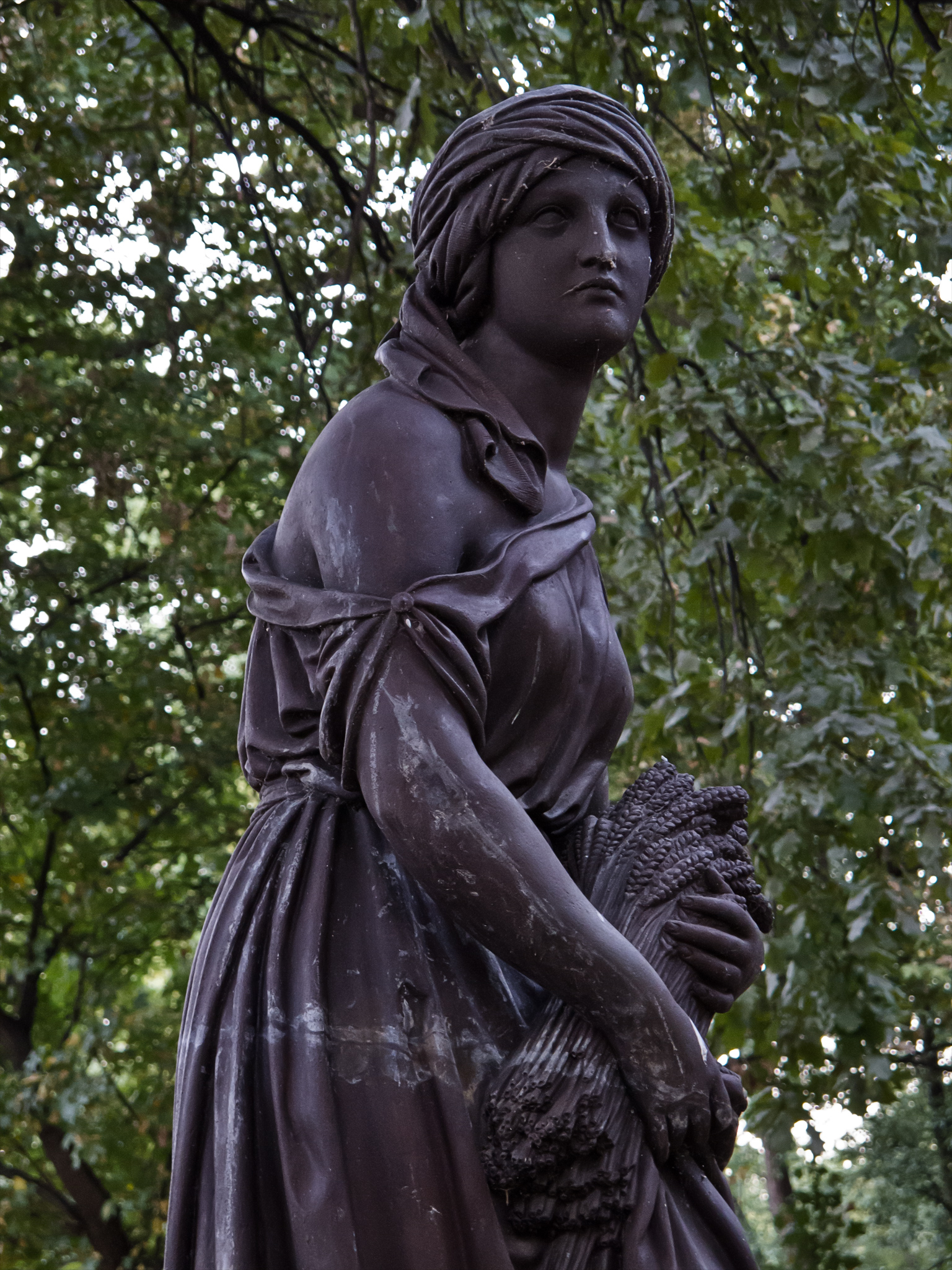
Escultura a la segadora